# Эй (чжуинь)

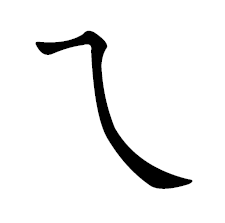

Эй — одна из букв китайского алфавита чжуинь, в основном используется как финаль (кит.韵母 — иньму). 
В стандартном путунхуа «Эй» участвует в образовании 28-х слогов:
| ㄟ — эй      | ㄓㄟ — чжэй  | ㄓㄨㄟ — чжуй      | ㄔㄨㄟ — чуй  |
| ㄈㄟ — фэй   | ㄏㄟ — хэй   | ㄏㄨㄟ — хуэй(хой) | ㄖㄨㄟ — жуй  |
| ㄍㄟ — гэй   | ㄎㄟ — кэй   | ㄍㄨㄟ — гуй       | ㄎㄨㄟ — куй  |
| ㄌㄟ — лэй   | ㄇㄟ — мэй   | ㄋㄟ — нэй         | ㄅㄟ — бэй    |
| ㄆㄟ — бэй   | ㄙㄟ — сэй   | ㄕㄟ — шэй         | ㄕㄨㄟ — шуй  |
| ㄙㄨㄟ — суй | ㄉㄟ — дэй   | ㄗㄟ — цзэй        | ㄗㄨㄟ — цзуй |
| ㄘㄨㄟ — цуй | ㄉㄨㄟ — дуй | ㄊㄨㄟ — туй       | ㄨㄟ — вэй    |